# 56-о средно училище „Проф. Константин Иречек“
56. средно училище „Проф. Константин Иречек“ се намира в София.
Основано е през 1985 г. Носи името на чешкия историк и български политик Константин Иречек. Разположено е на улица „Търново“ №37, в ж.к. „Люлин-8“, до последната спирка на автобус 42.
Разполага с 6 компютърни зали с интернет, добре обзаведени кабинети по физика, химия и биология, библиотека с достъп до интернет, здравен кабинет, плувен басейн, 2 физкултурни салона и фитнес зала, актова зала, книжарница, стол с бюфет и др.
Училището предлага и извънкласни дейности, разделени в 2 основни категории – занимания по интереси и спорт. Първото включва: Клуб „Родолюбие“, състезателни, народни и мажоретни танци; сред спортните занимания са: шах, волейбол, баскетбол, футбол, плуване и таекуондо.